# Trois-Vèvres
Trois-Vèvres é uma comuna francesa na região administrativa de Borgonha-Franco-Condado, no departamento Nièvre. Estende-se por uma área de 7,59 km². Em 2010 a comuna tinha 242 habitantes (densidade: 31,9 hab./km²).